# Rafael Llimona i Benet
Rafael Llimona i Benet (* 13. Oktober 1896 in Barcelona; † 27. November 1957 ebenda) war ein katalanischer Maler, der in der Tradition der Schule von Olot stand.

## Leben und Werk
Rafael Llimona i Benet begann zunächst ein Architekturstudium, arbeitete aber weiter als Leiter der Gärten der Escola Superior de Bells Oficis in Barcelona. Er war Schüler von Francesc Galí in Barcelona. Er ging nach Paris, nach Belgien und nach Italien und studierte dort die großen Meister der Kunstgeschichte. Bei einem weiteren Parisaufenthalt, bei dem er die Impressionisten unter die Lupe nahm, erlebte er seine Berufung als Maler.
In Rafael Llimonas Werk werden zwei Perioden unterschieden: Im Frühwerk unterlag er einem starken Einfluss von Werken El Grecos; in der späteren Phase nähert er sich stilistisch dem Impressionismus und nimmt Pierre-Auguste Renoir als Vorbild. Er konzentrierte sich in Olot und in Horta auf die Landschafts-, Figurenmalerei (besonders den weiblichen Körper), Interieurs und Stillleben.
Er hatte mehrere Einzelausstellungen in der Barceloneser Sala Parès sowie Gruppenausstellungen in Barcelona und in Madrid. Einige seiner Werke befinden sich in den Museen für moderne Kunst in Barcelona und Madrid sowie in katalanischen Malereisammlungen in Madrid, Bilbao und in Lateinamerika. 1942 gewann er mit dem Werk Retrato einen Sonderpreis bei der Exposición Nacional de Bellas Artes in Barcelona. Werke von Rafael Llimona hängen unter anderem im Museu Nacional d’Art de Catalunya in Barcelona, im Museu de la Garrotxa in Olot, im Museu de l’Empordà in Figueres und im Museu de Montserrat.
Rafael Llimonas Vater war der Bildhauer Josep Llimona i Bruguera. Dieser war auch gleichzeitig sein erster Kunstlehrer. Seine Schwester war die Bildhauerin Maria Llimona i Benet.